# Клан Драммонд

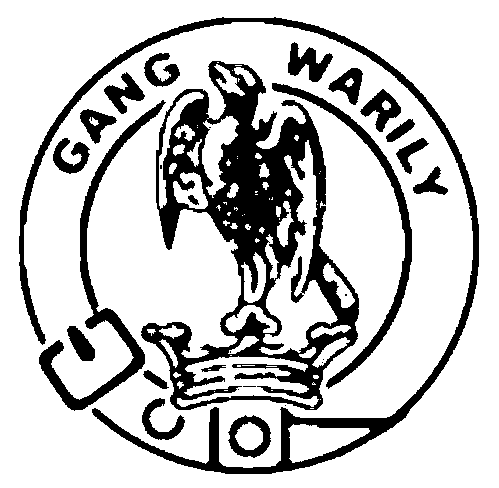
Емблема клану Драммонд.

Герб вождів клану Драммонд.

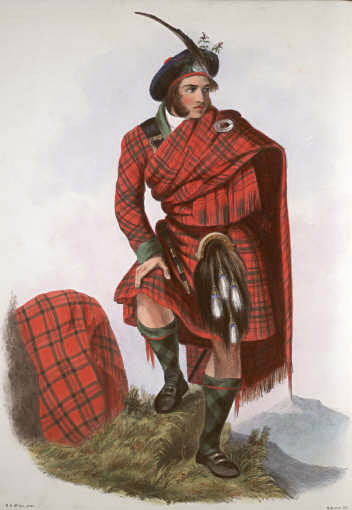
Вождь клану Драммонд. Малюнок художника Р. Р. МакЯна 1845 р.

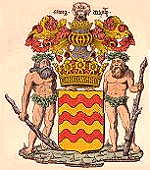
Герб ерлів Перт.

Клан Драммонд — (шотл. — Clan Drummond) — один з гірських кланів Шотландії. Шотландською гельською мовою клан називається Друйменех (гельск. — Druimeanach).

## Походження
Походження назви клану пов'язане з назвою землі якою він володів. На схід від Стерлінга є прихід Дрімен (Драймен) (шотл. — Drymen). Ця назва виникла від гельського dromainn — дромайнн — гірський хребет, висота. Існує легенда, що перший джентльмен (шляхетна людина) яка тут оселилась був мадярський шляхтич, що супроводжував Едгара Етелінга, спадкоємця англійського трону після його втечі від Вільгельма Завойовника, що завоював Англію на чолі норманських феодалів у 1066 році. Ці втікачі були тепло зустрінуті шотландським королем Малкольмом III, який одружився з сестрою Едгара Етелінга Маргарет, яка пізніше стала святою Маргаритою Шотландською.

## Історія клану Драммонд

### XI— XIII століття
Першим вождем клану Драммонд став Малколм Бег (шотл. — Malcolm Beg) — він же: Чемберлен Леннокс (шотл. — Chamberlain of Lennox), що отримав це ім'я після одруження з дочкою графа Леннокс — Адою у 1260 році.

### XIV століття—війна за незалежність Шотландії
Малкольм де Драммонд під час англійської агресії спочатку присягнув на вірність королю Англії Едуарду І, але потім перейшов на бік борців за незалежність Шотландії. Малкольм Драммонд брав участь у битві під Баннокберн. Саме йому приписують розгортання на полі бою залізних шипів, які сильно нашкодили англійській кавалерії. Роберт Брюс, вшановуючи заслуги Малкольма Драммонда в боротьбі за свободу Шотландії подарував йому землі в Пертширі. Правнучка Малкольма Драммонда стала матір'ю шотландського короля Якова І у 1394 році.
Клан Драммонд отримав ще більше земель у 1345 році, коли вождь клану Джон Драммонд одружився з спадкоємицею Монтіхет і став Джоном Драммондом Стобаллом. Сестра Джона Драммонда — Маргарет Драммонд одружилася з королем Шотландії Давидом II, але у них не було дітей. У 1357 році дочка Джона Драммонда — Анабелла Драммонд одружилась з Джоном Стюартом — графом (ерлом) Каррік — майбутнім Стюартом Великим — королем Шотландії Робертом III.

### XV століття— війни кланів
Сер Малкольм — правнук вищезгаданого Малкольма Драммонда отримав родовий замок Стобалл (шотл. — Stobhall Castle) від тітоньки — королеви Маргарити Драмонд — дружини короля Шотландії Девіда II. Сер Малкольм один рік свого життя провів у темниці — ув'язненим за напад на лорда Ліона. У нього була дочка — Маргарет, з якою був таємно одружений король Шотландії Яків IV, що помер разом з двома своїми сестрами від отрути. Хто саме їх отруїв — невідомо.
Вождь клану сер Малкольм Драммонд одружився з Ізабеллою Дуглас — графинею Мар. Потім він був вбитий бандою мародерів у 1403 році. Є відомості, що ця банда мародерів була з клану Стюарт Епін на чолі з вождем Олександром Стюартом — сином Вовка Баденока. Серу Малкольму успадкував його брат Джон, правнук якого, що теж звався Джон став першим лордом Драммонду.
Вождь клану Джон Драммонд — перший лорд Драммонду став суддею Шотландії, таємним радником короля, констеблем замку Стірлінг, став лордом парламенту Шотландії у 1487 році.
Клан Драммонд брав участь у війнах між кланами — він брав участь у битві під Кнокмері у 1490 році. У цій війні проти кланів Драммонд та Кампбелл воював клан Мюррей. Клан Драммонд зазнав поразки і вождь Девід Драммонд був схоплений людьми клану Мюррей і стречений — спалений біля церкви.

### XVI століття— війни кланів тривають
У 1589 році III лорд Драммонд призначив свого наступника — Джона Драммонда з септи Ернох, королівського лісничого Гленартні. Джон Драммонд перебуваючи на посаді лісничого відрізав вуха кільком людям з клану МакГрегор — за браконьєрство. У помсту клан МакГрегор разом з союзниками — кланом МакДональд напали на Джона Драммонда, схопили його і відтяли йому голову. В той час Джон Драммонд жив разом з сестрою Маргарет в замку Ардворліх на березі озера Лох-Еарн. Чоловік Маргарет — лорд Стюарт в цей час був далеко від дому. В цей час люди з клану МакГрегор увірвались в замок і зажадали, щоб їм дали хліб і сир. Поки накривали на стіл МакГрегори поклали серед обіднього столі закривавлену голову Джона Драммонда. Маргарет, побачивши це (будучи на той час вагітною), мало не збожеволіла і втекла в ліс Бен Ворліх. Там на берегах озера вона народила сина — майбутнього Джеймса Стюарта, що став прообразом героя роману Вальтера Скотта. Джеймс Стюарт потім помстився клану МакГрегор — сама назва клану МакГрегор була заборонена.

### XVII століття— громадянська війна
У 1610 році Джейсм Драммонд — І лорд Маддерті збудував замок Іннерпеффрай.
Джеймс Драммонд — нащадок Джона Драммонда став першим графом Перт у 1605 році. Його брат Джон став його наступником після його смерті у 1611 році, його сини стали графами (ерлами) Перт. Лорд Драммонд (на відміну від багатьох інших вождів кланів) під час громадянської війни на Британських островах підтримав республіканців і повів військо проти армії роялістів в битві під Тіппермур у 1644 році. У наступному 1645 році вождь клану Драммонд потрапив у полон.
У 1660 році Джеймс Драммонд — перший лорд Маддерті заснував бібліотеку при церкві святої Марії — місця поховання вождів клану Драммонд. Пізніше — у 1751 році на тому ж самому місці Роберт Хей Драммонд відкрив першу публічну бібліотеку в Шотландії.
Після громадянської війни клан Драммонд брав участь у битві під Кіллікранкі (шотл. — Killiecrankie) у 1689 році.

### XVIII століття— повстання якобітів
Коли Джеймс VII вступив на престол в 1685 році, Джеймс Драммонд, IV граф Перт (пізніше І герцог Перт) був прихильником католицької віри, тому він активно підтримав якобітів та Стюартів. Вождь клану Драммонд і II герцог Перт — Джеймс Драммонд приєднався до якобітів під час їх зібрання у 1715 році. Він брав участь у битві під Шеріффмур. Пізніше він змушений був тікати до Франції, а його володіння були конфісковані.
III герцог Перт і вождь клану Драммонд — Джеймс Драммонд народився у Франції, але повернувся до Шотландії у 1734 році і жив в родовому замку з матір'ю. Він був одним з командирів армії Карла Едварда Стюарта і брав участь в облозі Карлайл у 1745 році. Клан Драммонд брав участь в битві під Фалкірк у 1746 році та в битві під Каллоден у тому ж році. У битві під Куллоден Джеймс Драммонд був поранений кулею і потім помер від ран. Він був похований у морі з борту корабля, що плив до Франції. Його бат — Джон Драммонд втік до Франції, його кузен Вільям Драммонд IV віконт Страталлан загинув у битві.
У результаті цих подій володіння вождів клану Драммонд були двічі конфісковані. Були анульовані навіть титули і сама назва клану. Це тривало до 1853 року, коли актом парламенту права і титули клану Драммонд були відновлені щодо Джорджа Драммонда.

### XIX— XX століття
Джеймс Ерік Драммонд (1876—1951), XVI граф Перт, служив генеральним секретарем першої Ліги Націй. Лорд Перт, католик, був також посол Великої Британії в Римі, з 1933 по 1939 рік, і був головним радником з питань зовнішньої політики в Міністерстві інформації Великої Британії під час Другої світової війни. Його наступник — Джон Девід Драммонд зміг викупити сімейний замок Стобалл (Stobhall), який нещодавно був знову проданий на аукціоні.

## Замки клану
- Замок Драммонд (Drummond Castle) — збудований у 1491 році сером Джоном Драммондом.
- Замок Балморал (Balmoral Castle) — збудований в 1390 році сером Вільямом Драммондом.
- Замок Меггінч (Megginch Castle) — був збудований Черрі Драммондом XVI бароном Стрейндж.
- Замок Стобалл (Stobhall Castle) — отриманий кланом Драммонд на початку XV століття.

## Сучасний вождь клану
Сучасний вождь клану: Джон Ерік Драммонд, IX граф Перт, лорд Драммонд, лорд Мадерті, лорд Драммонд з Кромлікс, вождь імені та герба клану Драммонд, спадкоємець Стюард Стратерн, XVIII граф і XV Герцог Перт.
Спадкоємець його титулів: Джеймс Девід Драммонд, віконт Страталлан.